# Karolina Kaleta
Karolina Kaleta (* 10. November 2002 in Limanowa) ist eine polnische Skilangläuferin.

## Werdegang
Kaleta, die für den LKS Markram Wisniowa-Osieczany startet, nahm im Dezember 2018 in Štrbské Pleso erstmals am Slavic-Cup teil und belegte dabei den 28. Platz über 7,5 km klassisch und den 17. Rang im Sprint und wurde im März 2019 in Szklarska Poręba erstmals polnische Meisterin mit der Staffel. In der Saison 2019/20 lief sie bei den Olympischen Jugend-Winterspielen 2020 in Lausanne auf den 25. Platz im Cross, auf den 20. Rang über 5 km klassisch und auf den achten Platz im Sprint und bei den Nordischen Junioren-Skiweltmeisterschaften 2020 in Oberwiesenthal auf den 46. Platz über 5 km klassisch und auf den 24. Rang im Sprint. Zudem wurde sie mit zwei zweiten Plätzen, Dritte in der Gesamtwertung des Slavic-Cups und in Zakopane erneut polnische Meisterin mit der Staffel. Nach zwei zweiten Plätzen beim Slavic Cup zu Beginn der Saison 2020/21 in Zakopane, gewann sie bei den Nordischen Junioren-Skiweltmeisterschaften 2021 in Vuokatti die Bronzemedaille im Sprint. Zudem kam sie dort auf den 17. Platz im 15-km-Massenstartrennen, auf den siebten Rang über 5 km Freistil und auf den sechsten Platz mit der Staffel. Beim Saisonhöhepunkt, den Nordischen Skiweltmeisterschaften 2021 in Oberstdorf, belegte sie den 48. Platz im Sprint, den 47. Rang im Skiathlon und den 12. Platz mit der Staffel. Zum Saisonende wurde sie bei den Polnischen Meisterschaften in Zakopane Dritte im 15-km-Massenstartrennen und gewann abschließend die Gesamtwertung des Slavic Cups.